# Hoofd-regulatorgen
Een hoofd-regulatorgen (master regulator gene, MRG) is een regulatorgen dat bovenaan de genregulatie van een signaalcascade staat om zo tot een specifieke genexpressie te komen.
Het begrip werd in 1979 geïntroduceerd door Susumu Ohno. Volgens zijn definitie werd een master regulatory gene niet gereguleerd door een ander gen. Bij Ohno had het betrekking op een gen voor geslachtsbepaling. Al snel werden ook bij andere processen hoofd-regulatorgenen gevonden. Een klassiek voorbeeld werd transcriptiefactor MyoD dat fibroblasten omzet in myoblasten.
Sindsdien is echter gebleken dat deze definitie niet houdbaar is en dat de nodige hoofd-regulatorgenen door andere genen gereguleerd kunnen worden. Zo is mdm2 het hoofd-regulatorgen van het tumorantigeen p53, terwijl het p53-gen een hoofd-regulatorgen is voor verschillende andere processen. Ook SNAI1 het hoofd-regulatorgen voor de epitheliale-mesenchymale transitie (EMT), wordt via fosforylering zelf gereguleerd door PAK1. Ook zijn er hoofd-regulatorgenen met meerdere reactiepaden. Mutaties van hoofd-regulatorgenen kunnen dan ernstige ziekten tot gevolg hebben.
Het aanvankelijke idee van een enkel hoofd-regulatorgen maakt dan ook steeds meer plaats voor een interactiemodel waarbij meerdere transcriptiefactoren een rol spelen.
Geslachtsbepaling blijkt een opmerkelijke plasticiteit in hoofd-regulatorgenen te kennen. Zo is het Y-chromosoom slecht geconserveerd en is het hoofd-regulatorgen SRY alleen bij de mens van belang voor geslachtsbepaling. Het verdere reactiepad is wel sterk geconserveerd. Dit leidde tot het idee dat masters change, slaves remain. Ook in het verdere reactiepad blijken echter veranderingen op te treden.